# أحمد شفيق آغا
أحمد شفيق آغا (ولد في 1960 في السليمانية، العراق) سياسي وناشط حقوقي ودبلوماسي عراقي. كان المتحدث الرسمي للمعارضة العراقية في لندن.

## النشأة والتعليم
آغا من مواليد العام 1960 في منطقة السليمانية شمال العراق.
درس المرحلة الإبتدائية والمتوسطة في مدارس السليمانية والثانوية في الكوت. حصل على بكالوريوس إدارة واقتصاد من جامعة بغداد في عام 1983. ثم حصل على ماجستير إدارة أعمال من الجامعة الأهلية في البحرين في عام 2007.

## المسيرة المهنية والنضالية
بدأ نشاطه كمعارض داخل بلده العراق إذ تم سجنه في مديرية الاستخبارات العسكرية بمنطقة السليمانية العام 1979. ثم سجن بعدها في مقر جهاز الأمن العام في العاصمة بغداد في العام 1983. عمل محاسبا في مبنى مجلس الوزراء بعد التخرج في بغداد لغاية العام 1985.
التحق بالمعارضة في إقليم كردستان. هرب بعدها من العراق وحكم عليه 15 سنة سجن غيابيا. اتجه إلى إيران ومكث فيها عاما واحدا. بعدها ذهب إلى تركيا ومنها إلى سوريا ثم النمسا فبريطانيا في العام 1987. تنقل بين إنجلترا والدول الخليجية وعمل في مجال تسويق العقارات التجارية والفندقية. في العام 1994 انتقل إلى البحرين. مارس العمل السياسي كمعارض للنظام العراقي السابق في حقبة التسعينيات في بريطانيا. كان أحد سبعة أشخاص اقتحموا السفارة العراقية في لندن العام 1988. عمل من العام 1994 في مجال حقوق الإنسان كناشط. كان المتحدث الرسمي للمعارضة العراقية في لندن.
بعد سقوط نظام صدام حسين واحتلال العراق في العام 2003 رجع إلى موطنه. بعدها بعام التحق بالعمل في وزارة الخارجية. عين وزير مفوض في الخارجية العراقية ومرشح لمنصب سفير. تولى منصب سفير العراق لدى البحرين لفترة من الزمن. في عام 2006 ساهم في تكفل البحرين بعلاج خمسين طفلا عراقيا يعانون من مرض السرطان وصلوا إلى المنامة وبدأوا في علاجهم في مجمع السلمانية الطبي والمستشفى العسكري. الأطفال وصلوا إلى المنامة مع 45 مرافقا و4 أطباء يتابعون حالاتهم مع الأطباء البحرينيين وإن 50 طفل ممن تتراوح أعمارهم بين 8 و 18 عاما يحتاجون لعمليات بعضها جراحية والبعض الآخر في التجميل وإن إصاباتهم متنوعة بين أمراض الجهاز العصبي والعظام والأمراض الجلدية والتأهيل وحالات الأنف والأذن والحنجرة وأمراض العيون إضافة الى أمراض القلب التي تستوجب أيضا إجراء جراحة. ثم أصبح الممثل الشخصي لرئيس إقليم كردستان في لبنان.

## الحياة الشخصية
متزوج ولديه ثلاثة أبناء.